# Palpibruchus longipalpis
Palpibruchus longipalpis is een keversoort uit de familie bladkevers (Chrysomelidae). De wetenschappelijke naam van de soort werd in 1987 gepubliceerd door Borowiec.